# Theres Roth-Hunkeler

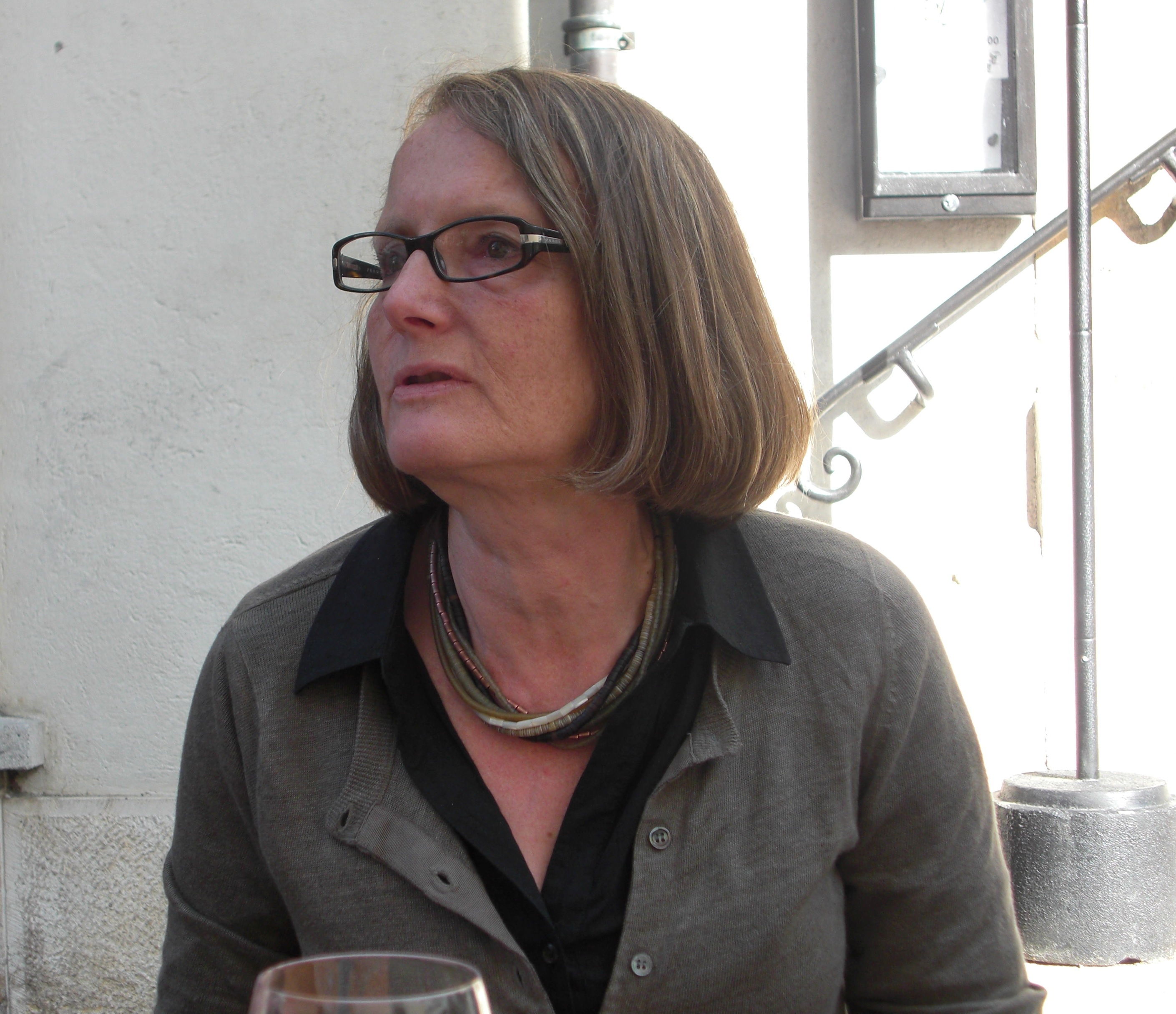
Theres Roth-Hunkeler 2009

Theres Roth-Hunkeler (* 11. Oktober 1953 in Hochdorf) ist eine Schweizer Schriftstellerin und Journalistin. 

## Leben
Theres Roth-Hunkeler besuchte nach den Schulen das Lehrerinnenseminar, studierte dann an der Akademie für Erwachsenenbildung und ist seither als Journalistin tätig. Sie war Dozentin an der Hochschule der Künste in Bern und am Schweizerischen Literaturinstitut in Biel. 
Sie schreibt für die Presse in den Bereichen Literatur und Erwachsenenbildung. Neben zahlreichen Kurzgeschichten in Anthologien und Literaturzeitschriften hat sie bisher sieben Romane veröffentlicht.
Theres Roth-Hunkeler war bis im April 2007 die erste Präsidentin des 2003 gegründeten Schriftstellerverbandes Autorinnen und Autoren der Schweiz (AdS). Sie lebt und arbeitet heute in Baar.

## Werke

### Romane
- Die Gehschule, Roman, Lenos Verlag, Basel 1992, ISBN 3-85787-211-X
  - als Taschenbuch: Lenos (Pocket 18), Basel 1994, ISBN 3-85787-618-2
  - Neuausgabe: Pro Libro, Luzern 2009, ISBN 978-3-9523406-8-4
- Die zweite Stimme, Roman, Rotpunktverlag, Zürich 1997, ISBN 3-85869-137-2
- Erzähl die Nacht, Roman, Rotpunktverlag, Zürich 2000, ISBN 3-85869-207-7
- Was uns blüht, Roman, Pro Libro, Luzern 2009, ISBN 978-3-9523525-5-7
- Allein oder mit andern, Roman, Edition Bücherlese, Luzern 2019, ISBN 978-3-906907-20-8
- Geisterfahrten, Roman, Edition Bücherlese, Luzern 2021, ISBN 978-3-906907-42-0
- Damenprogramm , Roman, Edition Bücherlese, Luzern 2023, ISBN 978-3-906-907-79-6

### Herausgeberschaft
- Abschied von der Spaltung. Die letzten Jahre der Schweizer Autorinnen und Autoren Gruppe Olten und des Schweizerischen Schriftstellerinnen- und Schriftsteller-Verbandes (mit Peter A. Schmid). Rotpunktverlag, Zürich 2003, ISBN 3-85869-254-9

## Auszeichnungen
- 3sat-Stipendium beim Ingeborg-Bachmann-Wettbewerb, Klagenfurt 1991
- Werkbeiträge der Stiftung Pro Helvetia 1993 und 1998
- Werkbeitrag des Kantons St. Gallen 1994
- Zentralschweizer Publikumspreis für Literatur, 1996
- Einzelwerkpreis der Schweizerischen Schillerstiftung 2001
- Anerkennungspreis der Marianne und Kurt Dienemann Stiftung 2004
- Werkbeitrag der Zentralschweizer Literaturförderung 2020